# 히페름네스트라

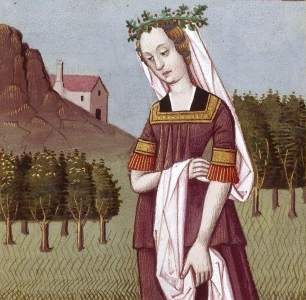

히페름네스트라(Hypermnestra)는 그리스 신화에 나오는 아르고스왕 다나오스의 맏딸이다. 다나이데스(단수형은 다나이스)라 불리는 다나오스의 딸 50명 가운데 맏이이다. 다나오스의 쌍둥이 형제 아이깁토스에게는 50명의 아들이 있었는데, 아이깁토스는 다나오스의 딸들에게 자기 아들들과의 결혼을 강요하였다. 이를 자신의 왕국을 빼앗으려는 속셈이라고 생각한 다나오스는 결혼식을 치르고 첫날밤을 맞이하는 딸들에게 단검을 주면서 남편의 목을 베라고 시켰다. 이에 49명의 딸들은 아버지의 명령에 따라 남편을 죽였지만, 히페름네스트라만은 명령에 따르지 않았다. 히페름네스트라는 자신의 처녀성을 존중해 준 린케우스에게 아버지의 살인 명령을 고백하고 무사히 도망칠 수 있도록 도와주었다.